# Anna Domenge
Anna Domenge (Perpinyà, 1570- Perpinyà ca.1619) fou una germana del Tercer Orde Regular de Sant Domènec, morta ca.1619.

## Biografia
Va ser denunciada davant del Tribunal de la Inquisició de Barcelona el juny de 1609, a l'edat de 40 anys, pel marit d'una dona que demanava un miracle. Com que Domenge no li va concedir, l'home la va denunciar davant de setze testimonis, que van qualificar les revelacions de Domenge d'escandaloses i la van acusar de tenir un pacte amb el dimoni. Quan va ser acusada, encara vivia a Perpinyà, a casa de la seva germana. Després de l'acusació va ser portada a Barcelona a la presó de la Inquisició juntament amb el seu confessor Fra Antoni Darnils. Anna va estar a la presó de la Inquisició aproximadament sis mesos, després la van enviar al convent de les Jerònimes (Barcelona) de la ciutat de Barcelona durant uns set mesos més.
Va ser en aquest convent on va conèixer Anna Maria López i Petronila Pérez, amb les quals fundaria un beateri a la ciutat de Perpinyà. Anna va demanar a la Inquisició permís per a tornar a Perpinyà, per tenir cura del seu pare i de dues nebodes. Al setembre de 1610, de nou a Perpinyà, va organitzar en un primer moment la fundació d'un monestir de dominiques sota l'advocació de Santa Caterina de Siena. Però els conflictes que es produïren amb altres monges dominiques que haurien arribat a la nova fundació procedents de València, ocasionaren que Anna, juntament amb altres companyes --entre les quals les seves dues nebodes, Montserrat i Francesca, Peronella, Anna Maria i una criada de sor Anna-- abandonessin la comunitat sense haver professat l'any 1613.
A partir d'aquest moment, viurà a casa seva com a beata professa al costat d'altres beates. S'intensificaran les seves experiències visionàries i místiques, i creixerà el seu prestigi i autoritat espiritual a la ciutat. Encara que la Inquisició li ho va prohibir, ella va seguir mantenint el contacte amb fra Darnils, que hauria esdevingut de fet el director espiritual del grup de beates. L'any 1614 fra Darnils va fugir cap a França, va tornar el 1618 per presentar-se davant la Inquisició, i finalment el 1619 va ser condemnat a marxar de Catalunya i que no pogués tornar a exercir de confessor d'Anna Domenge i condemnant novament a mantenir-se'n allunyat.

## Obra escrita
Durant els mesos que Anna Domenge va passar a la presó de la Inquisició va tenir un seguit de visions i manifestacions espirituals, que va deixar constància en un text escrit al seu dictat. El manuscrit comprèn 167 folis amb 334 pàgines. Al costat del relat de les seves vivències espirituals, hi ha altres textos de caràcter biogràfic que ajuden a perfilar la seva trajectoria vital i espiritual. El que ens explica, amb col·laboració amb una altra dona, la seva companya en el beateri, Petronila Pérez, i empesa pel seu confessor, pertany a un gènere de literatura autobiogràfica i biogràfica molt específica, les vides de santes escrites a partir de les seves pròpies confessions, o a partir del testimoni de les seves companyes, contemporanis o confessors. Una tradició literària que proliferarà especialment al llarg dels segles XIV al XVI, i que dona compte d'un model de vida de dones religioses que no són monges sinó terciàries, beguines o també dites beates, soles o en grup, en comunitats informals que s'inspiren en els principis dels ordes mendicants i que tenen alhora una faceta de vida activa, amb contacte amb el món, i de vida contemplativa. En el cas d'Anna Domenge, el seu text no està escrit pel seu confessor, ni és un text hagiogràfic posterior, ni tampoc abraça tota la seva vida, sinó que es redueix als 5 anys que segueixen a la denúncia davant la Inquisició: les seves experiències visionàries durant els 7 mesos que va estar presa a l'espera del procés inquisitorial; i la narració de la seva vida contemplativa (visions i revelacions) i activa (curacions i miracles). Textos possiblement escrits en diversos moments, però amb una consciència d'unitat i on queda clar que sor Anna dicta, o com ella mateixa s'encarrega de matisar, "fa escriure", per exemple, a la seva companya de beateri sor Petronila Pérez -que tindrà doncs un cert nivell de competència escrita-, i amb la presència de la figura del confessor que l'empeny a relatar i a dictar, si bé la seva mediació sembla matisar-se al llarg del desenvolupament de l'obra.